# Der gestiefelte Kater – Die wahre Geschichte
Der gestiefelte Kater – Die wahre Geschichte (französisch La Véritable Histoire du chat botté) ist ein französischer Animationsfilm von Jérôme Deschamps, Pascal Hérold und Macha Makeïeff aus dem Jahr 2009. Der Film basiert in abgewandelter Form auf dem Märchen Der gestiefelte Kater.

## Handlung
Als der Müllersvater im Sterben liegt, vermacht er seinen beiden älteren Söhnen die Mühle und seinem jüngsten Sohn, Peter, einen Kater. Peter ist erst enttäuscht, doch da der Kater sprechen kann und ihm verspricht dafür zu sorgen, dass die Prinzessin Mona, Peters große Liebe, ihn heiraten wird, entwickelt sich eine Freundschaft zwischen ihnen. Der Kater begibt sich daraufhin als Baron zum Königshof und übergibt Geschenke in Form von Fasanen, von denen er behauptet, sie stammten von seinem Herrn, dem Marquis von Carabas. Später lässt er Peter nackt in einem See baden, als die Königskutsche vorbeifährt, die er anhält und klagt, Räuber hätten seinem Herren alle Kleider gestohlen, woraufhin Peter von der Königin mit edler Kleidung ausgestattet und zum Ball eingeladen wird. Zuletzt lässt der Kater noch seine Kontakte mit Doc Marcel, einem Affen, spielen. Dieser ist nämlich Musiker für den Oger, der in einem großen Schloss auf einem Berg wohnt, um dessen Wutausbrüche zu mildern. Dank seiner gelangt der Kater ins Schloss des Ogers und verwandelt diesen mithilfe eines magischen Bonbons, das er dem bösen Kammerdiener der Königsfamilie gestohlen hat, in eine Ente. Kurz darauf trifft die Königsfamilie mitsamt Peter ein, der das Schloss als seines ausgibt, jedoch der Prinzessin, die die ganze Zeit schon Zweifel hatte, unter vier Augen die Wahrheit gesteht. Da sie seine Aufrichtigkeit anerkennt, beschließen sie zu heiraten. Der Kammerdiener, der in Kontakt mit dem Oger gestanden und ebenfalls um die Hand der Prinzessin angehalten hatte, verzehrt deprimiert eines seiner eigenen magischen Bonbons und verwandelt sich in eine Kröte. Der gestiefelte Kater zieht seiner Wege.

## Musik
Die Musik des Films besteht zum Teil aus Eigenkompositionen der Band Moriarty, aber auch zu großem Teil aus Coverversionen berühmter klassischer Musikstücke, welche stark uminstrumentiert wurden, um der Atmosphäre des Films zu entsprechen. So kommen in vielen Stücken die Maultrommel, Mundharmonika, Akkordeon, Kazoo (bzw. ein geblasener Kamm) und verschiedenste Perkussion zum Einsatz. Zu den gecoverten Stücken gehören unter anderem Für Elise von Ludwig van Beethoven, die Arie der Königin der Nacht von Wolfgang Amadeus Mozart, der Walkürenritt von Richard Wagner, An der schönen blauen Donau von Johann Strauss (Sohn) und der Gefangenenchor aus der Oper Nabucco von Giuseppe Verdi.

## Synchronisation
Die Synchronisation wurde von Metz-Neun Synchron Studio und Verlags GmbH aus Offenbach vorgenommen.
| Rolle                 | Originalsprecher         | Deutscher Sprecher |
| --------------------- | ------------------------ | ------------------ |
| Der gestiefelte Kater | Jérôme Deschamps         | Manfred Lehmann    |
| Peter                 | Arthur Deschamps         | Markus Haase       |
| Prinzessin Mona       | Louise Wallon            | Anita Hopt         |
| Königin               | Yolande Moreau           | Sibylle Nicolai    |
| Kammerdiener          | Jean-Claude Bolle-Reddat | Torsten Michaelis  |
| Doc Marcel            | Atmen Kelif              | Linus Kraus        |
| Oger                  | André Wilms              | Michael Betz       |

Der Film wurde in zwei Fassungen synchronisiert. So kann man ihn sowohl auf Hochdeutsch als auch in einer Dialektfassung ansehen, in der jede Figur einen anderen Dialekt spricht.

## Rezeption
Auch wenn der Film von mancher Seite für seinen schrägen Humor gelobt wird, fallen die Kritiken überwiegend vernichtend aus. Bemängelt werden insbesondere der groteske Animationsstil, das Charakterdesign und die generelle Szenerie des Films, in der etwa Menschen auf Straußen reiten. Die Film-YouTuber Jay & Arya sahen in dem Film eine langweilige Nachahmung des gestiefelten Katers aus dem Shrek-Kosmos.